# Enrico Scarampi
Enrico Scarampi, né Oddone ou Oddodino Scarampi à Cortemilia et mort en 1440, est un homme d'Église italien issu de la famille Scarampi de la région d'Asti, active à l'époque du schisme d'Occident,.

## Biographie
Enrico Scarampi apparaît de façon historique en 1396 comme évêque d'Acqui.
En 1406, il devient évêque du diocèse de Belluno-Feltre. Il participe au conclave de 1417 qui élit le cardinal Oddone Colonna à la papauté. Colonna (le pape Martin V), le nomme trésorier de la Chambre apostolique.
Il est l'un des quatorze membres du comité de réforme du concile de Constance (1414-1418), où il soutient le principe de la suprématie papale sur le conciliarisme, et est également le directeur spirituel de Marguerite de Savoie.
Enrico Scarampi meurt en 1440.